# Julius Dautartas
Julius Dautartas (ur. 30 maja 1953 w Wilnie) – litewski polityk, samorządowiec, aktor i reżyser teatralny, od 2004 do 2012 poseł na Sejm Republiki Litewskiej.

## Życiorys
W 1977 ukończył studia z zakresu aktorstwa w Konserwatorium Litewskim, przez rok pracował jako aktor teatru dramatycznego w Szawlach. Wyjechał następnie do Moskwy, gdzie przez pięć lat pobierał nauki z zakresu reżyserii w Rosyjskiej Akademii Sztuki Teatralnej.
W 1983 został reżyserem w teatrze dramatycznym w Poniewieżu, a w 1988 w akademickim teatrze dramatycznym w Kownie. Na przełomie 1991 i 1992 zakładał teatr miejski „Menas” w Poniewieżu. Do 2004 był jego dyrektorem, jednocześnie kontynuował działalność reżyserską. Jest twórcą kilkudziesięciu spektakli teatralnych, w tym sztuk opartych na dziełach autorów litewskich (np. Vincasa Krėvė-Mickevičiusa).
W 1993 został członkiem Związku Ojczyzny. W 2000 i 2002 uzyskiwał mandat radnego Poniewieża, w samorządzie kierował komitetem ds. etyki. Od 2002 do 2004 był doradcą litewskiego ministerstwa kultury oraz komisji sejmowych.
W wyborach w 2004 z ramienia konserwatystów został wybrany do Sejmu. W parlamencie pełnił funkcję zastępcy przewodniczącego komisji edukacji, nauki i kultury. W 2008 z powodzeniem kandydował w następnych wyborach, pokonując w II turze w okręgu jednomandatowym przedstawiciela Partii Wskrzeszenia Narodowego. W 2012 nie uzyskał reelekcji.